# مارکوس چونگ
مارکوس چونگ (انگلیسی: Marcus Chong؛ زادهٔ ۸ ژوئیهٔ ۱۹۶۷) یک هنرپیشه اهل ایالات متحده آمریکا است.
از فیلم‌ها یا برنامه‌های تلویزیونی که وی در آن نقش داشته است می‌توان به ماتریکس و کلاغ: دعای شیطانی اشاره کرد.